# Corbu (Constanța)
Corbu é uma comuna romena localizada no distrito de Constanţa, na região de Dobruja. A comuna possui uma área de 117.80 km² e sua população era de 5781 habitantes segundo o censo de 2007.